# Фэрфорд (Калифорния)
Фэрфорд (англ. Fairford) или Пачеко (англ. Pacheco) — невключённая территория в округе Марин в штате Калифорния США.
Поселок находится в северной части Калифорнии в округ Марин, он является частью Области залива Сан-Франциско, на тихоокеанском побережье. Поселок расположен в 6 км к юго-западу от статистически обособленной местности Блэк-Пойнт-Грин-Пойнт, через него проходит  Северо-западная Тихоокеанская железная дорога.
Почтовое отделение Фэрфорда работает с 1879 года.